# Dirachma
Dirachma ist die einzige Pflanzengattung der Familie der Dirachmaceae. Von den nur zwei Arten ist die eine in Somalia und die andere auf Sokotra endemisch.

## Beschreibung

### Vegetative Merkmale
Die Dirachma-Arten wachsen als laubabwerfende Sträucher mit Lang- und Kurztrieben. 
An den Kurztrieben stehen die Blätter wechselständig zusammen. Die kleinen Laubblätter sind in Blattstiel und Blattspreite gegliedert. Die einfache, flache Blattspreite ist fiedernervig und stark gesägt. Die Stomata sind anomocytisch oder cyclocytisch. Die Nebenblätter sind zu Dornen umgewandelt. 

### Generative Merkmale
An jedem Zweigende wird nur eine seitenständige Blüte gebildet. Die vier Deckblätter bilden einen Nebenkelch. Die zwittrigen Blüten sind meist achtzählig mit doppelter Blütenhülle (Perianth). Es sind je acht Kelch- und Kronblätter vorhanden. Es ist nur ein Staubblattkreis vorhanden; da der äußere Kreis fehlt, stehen die untereinander freien, fertilen Staubblätter, in gleich großer Zahl (acht), gegenüber den Kronblättern mit denen sie nicht verwachsen sind. Die Staubbeutel sind relativ groß. Die Pollenkörner besitzen drei Aperturen und sind colporat. Es ist ein freies Hypanthium (= Blütenbecher oder Achsenbecher) vorhanden. Die acht Fruchtblätter sind zu einem oberständigen, achtkammerigen Fruchtknoten verwachsenen. Je Fruchtknotenkammer ist nur eine anatrope Samenanlage vorhanden. Der Griffel endet in acht Narben. 
Die Spaltfrucht zerfällt in acht Teilfrüchte. Die Samenschale (Testa) ist glatt.

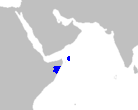
Verbreitungskarte

## Verbreitung und Systematik
Die beiden Dirachma-Arten sind Endemiten: Dirachma somalensis D.A.Link im zentralen Somalia und Dirachma socotrana Schweinf. ex Balf.f. auf der Insel Sokotra (zwischen dem Horn von Afrika und der Arabischen Halbinsel).
Die Familie Dirachmaceae wurde 1959 durch John Hutchinson in The Families of Flowering Plants. I. Dicotyledons, zweite Auflage, S. 248 aufgestellt. Früher hatte sie den Rang einer Unterfamilie Dirachmoideae innerhalb der Familie Geraniaceae. Die Erstbeschreibung der Gattung Dirachma erfolgte 1884 durch Georg August Schweinfurth in Isaac Bayley Balfour: Proceedings of the Royal Society of Edinburgh, 12, S. 403 mit der Typusart Dirachma socotrana Schweinf. ex Balf.f.